# Clypeodrepanus digitatus
Clypeodrepanus digitatus är en skalbaggsart som beskrevs av Jan Krikken 2009. Clypeodrepanus digitatus ingår i släktet Clypeodrepanus och familjen bladhorningar. Inga underarter finns listade i Catalogue of Life.